# Arrondissement de Rodez
L'arrondissement de Rodez est une division administrative française, située dans le département de l'Aveyron et la région Occitanie.

## Composition

### Composition avant 2017
Liste des cantons de l'arrondissement de Rodez :
- canton d'Aubrac et Carladez (26 communes) ;
- canton d'Aveyron et Tarn (5 communes) ;
- canton de Causse-Comtal (7 communes) ;
- canton de Ceor-Ségala (18 communes) ;
- canton d'Enne et Alzou (8 communes) ;
- canton de Lot et Dourdou (6 communes) ;
- canton de Lot et Palanges (17 communes) ;
- canton de Lot et Truyère (14 communes) ;
- canton des Monts du Réquistanais (14 communes) ;
- canton de Nord-Lévezou (4 communes) ;
- canton de Raspes et Lévezou (6 communes) ;
- canton de Rodez-1 (fraction de Rodez) ;
- canton de Rodez-2 (1 commune + fraction de Rodez)
- canton de Rodez-Onet (1 commune + fraction de Rodez)
- canton de Vallon (11 communes).

Depuis 2015, le nombre de communes des arrondissements varie chaque année à la suite de la création de communes nouvelles. Le nombre de communes de l'arrondissement de Rodez est ainsi de 139 en 2015 et 127 en 2016.

### Découpage communal depuis 2017
Le 1er janvier 2017, les trois arrondissements sont remodelés pour tenir compte du nouveau découpage des intercommunalités.
Au 1er janvier 2024, l'arrondissement groupe les 79 communes suivantes :
1. Argences en Aubrac
2. Bertholène
3. Bessuéjouls
4. Bozouls
5. Brommat
6. Campagnac
7. Campouriez
8. Campuac
9. Cantoin
10. La Capelle-Bonance
11. Cassuéjouls
12. Castelnau-de-Mandailles
13. Le Cayrol
14. Clairvaux-d'Aveyron
15. Condom-d'Aubrac
16. Conques-en-Rouergue
17. Coubisou
18. Curières
19. Druelle Balsac
20. Entraygues-sur-Truyère
21. Espalion
22. Espeyrac
23. Estaing
24. Le Fel
25. Florentin-la-Capelle
26. Gabriac
27. Gaillac-d'Aveyron
28. Golinhac
29. Huparlac
30. Lacroix-Barrez
31. Laguiole
32. Laissac-Sévérac l'Église
33. Lassouts
34. La Loubière
35. Luc-la-Primaube
36. Marcillac-Vallon
37. Le Monastère
38. Montézic
39. Montpeyroux
40. Montrozier
41. Mouret
42. Mur-de-Barrez
43. Muret-le-Château
44. Murols
45. Nauviale
46. Le Nayrac
47. Olemps
48. Onet-le-Château
49. Palmas d'Aveyron
50. Pierrefiche
51. Pomayrols
52. Prades-d'Aubrac
53. Pruines
54. Rodelle
55. Rodez
56. Saint-Amans-des-Cots
57. Saint-Chély-d'Aubrac
58. Saint-Christophe-Vallon
59. Saint-Côme-d'Olt
60. Sainte-Eulalie-d'Olt
61. Saint-Félix-de-Lunel
62. Saint Geniez d'Olt et d'Aubrac
63. Saint-Hippolyte
64. Saint-Laurent-d'Olt
65. Saint-Martin-de-Lenne
66. Sainte-Radegonde
67. Saint-Saturnin-de-Lenne
68. Saint-Symphorien-de-Thénières
69. Salles-la-Source
70. Sébazac-Concourès
71. Sébrazac
72. Sénergues
73. Sévérac d'Aveyron
74. Soulages-Bonneval
75. Taussac
76. Thérondels
77. Valady
78. Villecomtal
79. Vimenet

## Administration
L'arrondissement est administré par le secrétaire général de la préfecture.
| Période | Période  | Identité               | Fonction précédente | Observation |
| ------- | -------- | ---------------------- | ------------------- | ----------- |
| 1994    | 1995     | Jacques Schneider      |                     | -           |
| 1995    | 1998     | René Bidal             |                     | -           |
| 1998    | 2000     | Yves Le Breton         |                     | -           |
| 2000    | 2002     | Thierry Suquet         |                     | -           |
| 2002    | 2004     | Patrick Espagnol       |                     | -           |
| 2004    | 2005     | Olivier Biancarelli    |                     | -           |
| 2005    | 2008     | Antoine Pichon         |                     | -           |
| 2008    | 2010     | Pierre Besnard         |                     | -           |
| 2010    | 2012     | Jean-François Moniotte |                     | -           |
| 2012    | 2014     | Cécile Lenglet         |                     | -           |
| 2014    | 2016     | Sébastien Cauwel       |                     | -           |
| 2016    | 2017     | Dominique Consille     |                     | -           |
| 2017    | En cours | Michèle Lugrand        |                     |             |

## Démographie
En 2022, l'arrondissement comptait 112 791 habitants.
| 1968    | 1975    | 1982    | 1990    | 1999    | 2006    | 2011    | 2016    | 2021    |
| ------- | ------- | ------- | ------- | ------- | ------- | ------- | ------- | ------- |
| 129 865 | 131 707 | 135 051 | 133 969 | 132 566 | 138 620 | 141 731 | 111 180 | 112 628 |

| 2022    | - | - | - | - | - | - | - | - |
| ------- | - | - | - | - | - | - | - | - |
| 112 791 | - | - | - | - | - | - | - | - |